# Ari Up
Ariane Forster (Munique, 17 de janeiro de 1962 – Los Angeles, 20 de outubro de 2010) mais conhecida como Ari Up foi uma cantora alemã membro do grupo de punk inglês The Slits.

## Discografia
- Slits, The – Cut, Island 1979
- Slits, The – Return Of The Giant Slits   CBS, 1981
- New Age Steppers – The New Age Steppers,	On-U Sound, 1981
- Slits, The – The Peel Sessions 	Strange Fruit, 1987
- V/A – Lipstick Traces  Rough Trade, 1993
- V/A – Rough Trade Shop, Post Punk 01 (2xCD, Comp) Mute,  2003
- Ari Up – True Warrior / I'm Allergic (7")	 For Us, 2004
- Slits, The – Live At The Gibus Club	Earmark,  2005
- Ari Up – Baby Mother (12")	Collision: Cause Of Chapter 3,	 2005
- Ari Up – Dread More Dan Dead (CD)	Collision: Cause Of Chapter 3,	 2005
- V/A – Girl Monster (3xCD, Comp)	Chicks On Speed Records,	 2006
- Slits, The – Revenge Of The Killer Slits 7" S.A.F. Records, 2006
- Dubblestandart vs. Ken Boothe vs. Ari Up – When I Fall In Love / Island Girl (12", Ltd)	Collision: Cause Of Chapter 3,	 2007
- Slits, The – Trapped Animal Narnack Records, 2009
- Subatomic Sound System Meets Ari Up* & Lee Scratch Perry – Hello, Hello, Hell Is Very Low / Bed Athletes (7")	Subatomic Sound, 2010